# Cầu Đò Quan
Cầu Đò Quan là một trong những cây cầu bắc qua sông Đào, Nam Định nối thành phố Nam Định với 6 huyện phía nam tỉnh.